# 福生市
福生市（日语：／ Fussa shi */?）是位于日本東京都西部，多摩地區中西部的城市。距離都心約40公里，市域東西約3.6公里，南北約4.5公里，總面積10.24平方公里，其中三分之一的面積為駐日美軍橫田基地所有，實際上的行政面積僅6.92平方公里。依此計算，本市在多摩地域僅大於狛江市，是全國第三小的市，實質人口密度達8千人。本市人口自2001年（平成13年）12月後逐漸下滑。
市名由來眾說紛紜，一說是來自麻的古語「フサ」，或是源自抵禦北方外敵的要衝之地，還有說是源自於愛奴語等。「福」、「生」兩字則是取自音近的吉祥字。
往東京都特別區部的通勤率為10.4%（平成22年國勢調査）。

## 地勢
市域位於武藏野台地西端、多摩川中上游左岸。地勢由北往南傾斜、東起可分為立川段丘、拜島段丘、沖積低地面的三段雛壇狀地形。
拜島段丘北部至立川段丘南部之間有玉川上水流經，拜島崖線的崖下因湧水形成綠帶。
海拔方面，市役所與市中央的福生棒球場的海拔約125公尺左右，東北側最高點為143.5公尺，西南側最低點為104公尺（河川部分不計）。
- 段丘
  - 立川段丘、拜島段丘
- 崖線
  - 立川崖線、拜島崖線
- 自然河川
  - 多摩川、下之川（下の川）
- 人工河川
  - 玉川上水、福生分水（田村分水）、熊川分水、下之川潺潺（下の川せせらぎ）

## 鄰接自治體
- 東 - 立川市、武藏村山市
  - 與武藏村山市的交界位於橫田基地內。
- 西 - 秋留野市
- 南 - 昭島市、八王子市
  - 與八王子市僅在福生南公園南端接壤。
- 北 - 羽村市、西多摩郡瑞穗町
  - 與西多摩郡瑞穂町的交界位於橫田基地內。

## 歷史
- 1868年（明治元年）6月 - 「福生村」全村劃屬韮山縣（日语：韮山県）、「熊川村」部分劃屬韮山縣，部分劃屬品川縣（日语：品川県）。
- 1869年（明治2年）4月 - 熊川村全村劃入品川縣。
- 1875年（明治8年）6月 - 熊川村、福生村、川崎村（現羽村市）、羽村（同）、五之神村（同）合併為「多摩村」。
- 1878年（明治11年）11月 - 劃入西多摩郡。
- 1884年（明治17年）7月 - 成立「川崎村外四村」聯合村。
- 1888年（明治21年）7月 - 聯合村解散。
- 1889年（明治22年）4月 - 「福生村熊川村組合」成立。
- 1893年（明治26年）4月 - 福生、熊川移交東京府管轄。
- 1894年（明治27年）11月 - 青梅鐵道青梅 - 立川間開通。
- 1925年（大正14年）4月 - 五日市鐵道開通。
- 1931年（昭和6年）5月 - 五日市線開設熊川站。
- 1931年（昭和6年）12月 - 八高線開通，開設東福生站。
- 1940年（昭和15年）11月10日 - 福生村、熊川村合併施行町制，為「東京府西多摩郡福生町」。
- 1943年（昭和18年）7月 - 都制施行，為「東京都西多摩郡福生町」。
- 1944年（昭和19年）7月 - 開設牛濱站。
- 1945年（昭和20年）9月  - 美軍進駐福生飛行場（橫田基地）。
- 1968年（昭和43年）5月 - 西武拜島線開通。
- 1970年（昭和45年）7月1日 - 施行市制，為「東京都福生市」。
- 1991年（平成3年）11月 - 市人口達6萬人。

## 人口
| 福生市人口分布圖 |                                               |  |
| 福生市與日本全國年齡別人口分布比較圖 （2005年資料） | 福生市的年齡、男女別人口分布圖 （2005年資料） |  |
| ■紫色是福生市 ■綠色是全国 | ■藍色是男性 ■紅色是女性                       |  |
| 福生市人口變化 \| 1970年 \| 37,938人 \| \| \| 1975年 \| 46,457人 \| \| \| 1980年 \| 48,694人 \| \| \| 1985年 \| 51,478人 \| \| \| 1990年 \| 58,062人 \| \| \| 1995年 \| 61,497人 \| \| \| 2000年 \| 61,427人 \| \| \| 2005年 \| 61,074人 \| \| \| 2010年 \| 59,796人 \| \| \| 2015年 \| 58,395人 \| \| \| 2020年 \| 56,414人 \| \| |                                               |  |
| 資料來源：日本總務省統計中心提供之人口普查數據 |                                               |  |
| 1970年 | 37,938人                                      |  |
| 1975年 | 46,457人                                      |  |
| 1980年 | 48,694人                                      |  |
| 1985年 | 51,478人                                      |  |
| 1990年 | 58,062人                                      |  |
| 1995年 | 61,497人                                      |  |
| 2000年 | 61,427人                                      |  |
| 2005年 | 61,074人                                      |  |
| 2010年 | 59,796人                                      |  |
| 2015年 | 58,395人                                      |  |
| 2020年 | 56,414人                                      |  |

### 町別面積、人口
2014年1月1日資料。
| 町名             | 面積（km²） | 人口（人） | 戶數  |
| ---------------- | ----------- | ---------- | ----- |
| 大字熊川         | 2.57        | 18,390     | 8,936 |
| 大字熊川二宮     | 0.01        | 9          | 5     |
| 大字福生         | 1.80        | 13,439     | 6,768 |
| 大字福生二宮     | 0.02        | 215        | 115   |
| 加美平1 - 4丁目  | 0.61        | 6,336      | 3,165 |
| 武藏野台1、2丁目 | 0.49        | 6,341      | 3,017 |
| 南田園1 - 3丁目  | 0.41        | 4,726      | 2,289 |
| 北田園1、2丁目   | 0.32        | 2,271      | 1,109 |
| 志茂             | 0.28        | 3,071      | 1,518 |
| 牛濱             | 0.23        | 2,040      | 1,042 |
| 本町             | 0.16        | 1,537      | 884   |
| 東町             | 0.05        | 365        | 178   |
| 橫田基地內       |             | 81         | 40    |

## 市政、市議會

### 市政
- 市長 - 加藤育男（日语：加藤育男）（第二任，任期結束日：2016年5月20日）
  - 歷代市長
    - 石川常太郎（1970年7月1日 - 1980年5月20日）
    - （田村匡雄（1980年5月21日 - 1988年5月20日）
    - 石川彌八郎（1988年5月21日 - 2000年5月20日）
    - 野澤久人（日语：野澤久人）（2000年5月21日 - 2008年5月20日）
    - 加藤育男（2008年5月21日 - ）

### 市議會
- 議長 - 乙津豐彥
- 副議長 - 串田金八
- 議員席次 - 20（任期結束日 : 2015年4月30日）　 下屆席次改為19席 [6]

派系分布
| 派系         | 席次 |
| ------------ | ---- |
| 正和會       | 10   |
| 公明黨       | 4    |
| 市民派俱樂部 | 2    |
| 日本共產黨   | 2    |
| 生活者網路   | 1    |
| 無所屬之會   | 1    |

政黨分布
| 政黨           | 席次 |
| -------------- | ---- |
| 無所屬         | 12   |
| 公明黨         | 4    |
| 日本共產黨     | 2    |
| 民主黨         | 1    |
| 福生生活者網路 | 1    |

## 廣域行政
- 東京市町村總合事務組合
  - 東京都全市町村（多摩地域與島嶼）組成，營運東京自治會館（日语：東京自治会館）。
- 東京多摩廣域資源循環組合（日语：東京たま広域資源循環組合）
  - 多摩地域秋留野市、西多摩郡奧多摩町、西多摩郡日之出町、西多摩郡檜原村除外的25市1町組成，營運西多摩郡日之出町的谷戶澤廢棄物廣域處分場、二塚廢棄物廣域處分場與生態水泥等業務。
- 西多摩地域廣域行政圈協議會
  - 過去屬西多摩郡的青梅市、福生市、秋留野市、羽村市與西多摩郡奧多摩町、西多摩郡日之出町、西多摩郡瑞穗町、西多摩郡檜原村等4市3町1村為處理單一自治體無法處理的行政課題、促進圖書館廣域利用等事務所組成的組織。成員市町村居民在登錄後可利用西多摩37間圖書館的資料。
- 西多摩衛生組合
  - 青梅市、福生市、羽村市、西多摩郡瑞穂町等3市1町組成，營運羽村市「環境中心」與附設體育館的餘熱利用浴場設施「Fresh Land西多摩」（フレッシュランド西多摩）。
- 福生醫院組合
  - 福生市、羽村市、西多摩郡瑞穂町等2市1町組成，營運福生市內的公立福生病院醫院（日语：公立福生病院）。
- 瑞穗齋場組合
  - 福生市、羽村市、武藏村山市、西多摩郡瑞穗町、埼玉縣入間市等4市1町組成，營運西多摩郡瑞穗町內的瑞穂齋場（日语：瑞穂斎場）。

## 國會、都議會議員
眾議院
東京都第25區
- 2014年12月（第47回日本眾議院議員總選舉）
  - 井上信治（日语：井上信治）（自由民主黨）

都議會
西多摩選舉區
- 2013年6月
  - 林田武（自由民主黨）
  - 島田幸成（民主黨）

## 警察、消防

### 警察
- 警視廳第九方面福生警察署（日语：福生警察署）
  - 福生站前交番
  - 橫田交番
  - 內出交番
  - 上福生駐在所
  - 中福生駐在所
  - 下福生駐在所
  - 南田園駐在所

### 消防
- 東京消防廳第九消防方面（日语：東京消防庁第九消防方面本部）福生消防署（日语：福生消防署）
  - 熊川出張所

## 教育

### 小學校
- 福生市立福生第一小學校
- 福生市立福生第二小學校
- 福生市立福生第三小學校
- 福生市立福生第四小學校
- 福生市立福生第五小學校
- 福生市立福生第六小學校
- 福生市立福生第七小學校

### 中學校
- 福生市立福生第一中學校（日语：福生市立福生第一中学校）
- 福生市立福生第二中學校（日语：福生市立福生第二中学校）
- 福生市立福生第三中學校（日语：福生市立福生第三中学校）

### 高等學校
- 東京都立福生高等學校（日语：東京都立福生高等学校））
- 東京都立多摩工業高等學校（日语：東京都立多摩工業高等学校）
- 東豐學園筑波松實高等學校西東京學習中心

### 幼稚園
- 牛濱幼稚園
- 聖愛幼稚園
- 清岩院幼稚園
- 福生多摩幼稚園

## 生涯學習

### 市立圖書館
2009年，本市市民平均藏書數達6.9冊，為多摩地域26市中最高。。
- 中央圖書館
- 武藏野台圖書館
- 若桐（わかぎり）圖書館
- 若竹（わかたけ）圖書館
  - 福生市立圖書館 （页面存档备份，存于）

### 市民會館、公民館
- 市民會館
- 公民館
  - 本館
  - 公民館白梅分館
  - 公民館松林分館

### 地域會館
- 白梅會館
- 松林會館
- 櫻（さくら）會館
- 若桐（わかぎり）會館
- 若竹（わかたけ）會館
- 田園會館
- 扶桑會館
- 楓（かえで）會館
- 福東會館

### 其他
- 福生市鄉土資料室 （页面存档备份，存于）
- 茶室「福庵」
- 福生市小畫廊（福生市プチギャラリー）
- 閃耀市民支援中心 （页面存档备份，存于）
- 川之志民館

### 體育設施
體育館、游泳池
- 中央體育館
- 熊川地域體育館
- 福生地域體育館
- 市營泳池

其他
- 市營競技場、網球場、運動場
- 福生棒球場
- 加美平棒球場
- 福東網球場、球技場（日语：球技場）、運動場
- 南公園網球場、運動場
- 武藏野台網球場
- 多摩川中央公園運動場

## 主要公園
- 多摩川綠地多摩川中央公園
- 多摩川綠地福生南公園
- 下之川綠地潺潺（せせらぎ）遊步道公園
- 多摩川綠地福生柳山公園
- 多摩川綠地福生蟹坂（かに坂）公園
- 玉川上水綠地日光橋公園
- 福生公園
- 加美平公園
- 多摩川綠地福生加美上水公園
- 武藏野台公園
- 明神下公園
- 水喰土（みずくらいど）公園
- 熊川公園
- 中福生公園
- わらつけ公園
- 武藏野台東公園
- 原谷戶兒童公園
- 加美平北公園
- 熊牛公園
- 木星（もくせい）公園
- 武藏野台南公園
- 睦公園
- 螢（ほたる）公園
- 神明兒童遊園
- 牛一公園
- 若竹（わかたけ）公園
- 福榮千禧公園（福栄ミレニアムパーク）
- 原谷戶團栗公園（原ヶ谷戸どんぐり公園）
- 友誼公園（フレンドシップパーク）

## 官公廳

### 國家機關
- 法務省東京法務局（日语：東京法務局）西多摩支局
- 防衛省北關東防衛局橫田防衛事務所
- 航空自衛隊橫田基地（航空總隊 (航空自衛隊)司令部）
- 國土交通省關東地方整備局（日语：関東地方整備局）京濱河川事務所多摩川上流出張所

### 都機關
- 東京都建設局（日语：東京都建設局）西多摩建設事務所福生工區
- 東京都水道局（日语：東京都水道局）福生武藏野台淨水所

## 郵政、電話

### 郵政
- 福生郵便局
- 福生牛濱郵便局
- 福生熊川郵便局
- 福生熊川南郵便局
- 福生武藏野台郵便局
- 福生加美郵便局

郵遞區號
- 197-0001 橫田基地內
- 197-0002 熊川二宮
- 197-0003 熊川
- 197-0004 南田園
- 197-0005 北田園
- 197-0011 福生
- 197-0012 加美平
- 197-0013 武藏野台
- 197-0014 福生二宮
- 197-0021 東町
- 197-0022 本町
- 197-0023 志茂
- 197-0024 牛濱

### 電話
- 042（市內全域）

## 電力、都市瓦斯、上下水道
電力
- 東京電力立川支社

都市瓦斯
- 武陽瓦斯（日语：武陽ガス）

上下水道
- 自來水 - 東京都水道局（日语：東京都水道局）
  - 水源：市內地下水（12水源）、多摩川小作淨水場（日语：小作浄水場）
- 下水道 - 东京都下水道局
  - 處理地：多摩川上流水再生中心（昭島市宮澤町）

## 醫院
- 公立福生醫院（日语：公立福生病院）（東京都災害據點醫院（日语：東京都災害拠点病院）、東京都指定二次救急醫療機關）
- 目白第二醫院（東京都指定二次救急醫療機關）
- 大聖醫院（東京都指定二次救急醫療機關）
- 熊川醫院

## 產業

### 工業
- 市內設置本社的企業
  - 日本蓄電器工業
  - 武陽瓦斯（日语：武陽ガス）
  - 石川酒造
  - 田村酒造場
  - 大多摩火腿小林商會
  - 福生火腿
  - 福生混凝土工業
  - 清水工業
- 其他
  - 凸版資訊（日语：トッパン・フォームズ）福生工場
  - 岩谷產業西東京營業所
  - 愛國電線工業所東京工場
  - 太平洋預製混凝土工業多摩支店、福生工場

### 商業
- 市內設置本社的企業
  - Netz Toyota（日语：ネッツ店）多摩
  - 豐田租車多摩
  - YASAKA（日语：ヤサカ (ホームセンター)）
  - 道頓堀（日语：道とん堀）
- 其他
  - Marufuji（日语：マルフジ）福生店、南田園店、熊川南店
  - 西友福生店
  - 稻毛屋（日语：いなげや）福生銀座店
  - OZAM VALUE（日语：オザム）牛濱店
- 市商工會（日语：商工会）
  - 福生市商工會 （页面存档备份，存于）

### 農業
本市是多摩地域中農地面積與農家戶數最少的自治體。
- 農家戶數 ： 66戶
- 農業從事者 ： 103人（男74人、女29人）
- 農耕面積 ： 16.41公頃（市內12.13公頃）
  - 普通畑 ： 1,297公畝（市內1,005公畝）
  - 果樹園 ：158公畝（市內70公畝）
  - 茶園 ： 59公畝（市內59公畝）
  - 桑田 ： 43公畝（市內16公畝）
  - 水田 ： 16公畝（市內16公畝）
  - 其他 ： 68公畝（市內46公畝）

（2006年1月1日資料）

### 金融機關
- 三菱東京UFJ銀行福生支店
- 三井住友銀行福生支店
- 里索那銀行福生支店
- 東日本銀行（日语：東日本銀行）拜島支店
- 西武信用金庫（日语：西武信用金庫）（市指定金融機關）
  - 福生支店
  - 牛濱支店
- 青梅信用金庫（日语：青梅信用金庫）福生支店
- 多摩信用金庫（日语：多摩信用金庫）福生支店
- 大東京信用組合（日语：大東京信用組合）福生支店
- 西多摩農業協同組合（日语：西多摩農業協同組合）福生支店
- 日本亞洲證券（日语：日本アジアグループ）福生支店

## 地方媒體
- 有線電視 - 多摩有線電視網（日语：多摩ケーブルネットワーク）
- 地方報紙 - 西多摩新聞（日语：西多摩新聞）（週刊）

## 觀光

### 市選定「福生十景」
- 玉川上水新堀橋附近（大字福生1773前）（東京都選定「新東京百景」之一）
- 水喰土公園（大字熊川1359-1）
- 柳山公園（北田園2-8-2）
- 南稻荷神社付近（大字熊川56附近）
- 清岩院（大字福生507）（清岩院的湧水為東京都選定「東京名湧水57選」之一）
- 櫻花樹與多摩川（北田園、南田園）
- 熊川神社（大字熊川660）
- 國道旁的商店街（大字福生、大字福生二宮）
- 文化之森（大字熊川1092附近）
- 神明社（大字福生1081）

### 祭典、活動
- 福生櫻花祭（3月下旬 - 4月上旬約10日）
- 福生螢火蟲祭（6月中旬的週六）
- 八雲祭（7月下旬週六日 ）
- 福生七夕祭（日语：福生七夕まつり）（8月7日左右的星期四至星期日）
- 福生市民總合體育大會（10月第2個星期一）
- 福生接觸節（10月下旬的週日）

### 神社佛閣
- 神明社
- 堰上明神社
- 清岩院
- 長德寺
- 長德寺藥師堂
- 妙源院
- 東海居
- 永昌院
- 福生不動尊
- 加美末廣稻荷神社
- 千佛地藏（除疣地藏）
- 延元之宮正一位稻荷神社
- 熊牛稻荷神社
- 正一位共光稻荷神社
- 八雲神社
- 熊川神社
- 千手院
- 真福寺
- 福生院

### 名產
- 日本酒 - 嘉泉 （页面存档备份，存于）、多滿自慢 （页面存档备份，存于）
- 地方啤酒 - 多摩之惠 （页面存档备份，存于）
- 火腿、香腸、培根 - 大多摩火腿 （页面存档备份，存于）・福生火腿
- 地方美食 - 福生熱狗 （页面存档备份，存于）（熱狗）

### 飯店旅館
- 東橫INN福生站前東口

## 交通

### 鐵路
東日本旅客鐵道（JR東日本）
- 青梅線：福生站 - 牛濱站
- 五日市線：熊川站
- 八高線：東福生站

### 巴士

#### 路線巴士

##### 市內發車的巴士站
- 福生站（西口）
  - 1號乘車處
    - （五32）經草花、菅瀨橋，往日之出折返場
    - （五30）經草花、菅瀨橋、日之出折返場，往武藏五日市站
    - （同上）經草花、菅瀨橋、日之出折返場、武藏五日市站，往五日市（下町車庫（日语：西東京バス五日市営業所））
    - （五34）經草花、瀨戶丘，往秋川站★
    - （福23）經草花、瀨戶丘、秋川站、AEON MALL日之出（日语：イオンモール日の出），往阿伎留醫療中心（日语：公立阿伎留医療センター）
    - （福26）經草花、瀨戶丘、秋川站、AEON MALL日之出，往日之出折返場（部分行經阿伎留醫療中心）

  - 2號乘車處
    - （福21）經福生市役所、二之宮、秋留野市役所，往秋川站★
    - （福20）經福生市役所、二之宮、秋留野野市役所、秋川站，往武藏五日市站★
    - （同上）經福生市役所、二之宮、秋留野野市役所、秋川站、武藏五日市站，往五日市（下町車庫）★
    - （福30）經福生警察署、羽加美四丁目，往小作站西口
    - （福24）經清嚴院橋、二之宮、小川，往純心女子學園
    - （福25）經清嚴院橋、二之宮、小川、純心女子學園，往創價大正門富士美術館★

（■西東京巴士）
- 福生站西口
  - （拝17）經清嚴院橋、福生團地中央、內出，往拜島站

（■城市巴士立川）
- 福生站東口
  - 1號乘車處
    - （福12）經加美平團地中央，往瑞穗都營住宅
    - （福13）經加美平團地中央、瑞穗都營住宅，往箱根崎站

  - 2號乘車處
    - （福14）經加美平團地中央，往羽村站★

（■立川巴士）
- 福生團地中央
  - （拜16）經內出，往拜島站
  - （昭12）經内出、拜島站，往昭島站南口（僅假日）★

（■城市巴士立川）
- 拜島站北入口
  - （立15）經武藏野、松中團地操車場、砂川（日语：砂川町 (立川市)）七番、高松町（日语：高松町 (立川市)）二丁目，往立川站北口
  - （昭11）經武藏野、往昭島站南口★

（■立川巴士）
★一日班次少於三班

##### 往羽田機場早晨直達巴士
- 往羽田機場第、第1、國際線旅客大廈（每日2班）
  - 市內乘車專用巴士站＝福生站（西口）、內出東

（■西東京巴士)

##### 早晨通勤高速巴士
- 往新宿站西口、新橋站汐留側養樂多會館前
  - 市內乘車專用巴士站＝福生站（西口）、牛濱站入口、熊川站

（■西東京巴士)

##### 深夜急行巴士、準深夜急行巴士
- 立川站北口發車往河邊站北口（深夜急行巴士）
  - 市內巴士站＝熊川站、牛濱站入口、福生市役所、福生站（西口）
- 新橋站發車，經銀座、東京站南、新宿站西口，往河邊站北口（深夜急行巴士）
  - 市內巴士站＝熊川站、牛濱站入口、福生站（西口）
- 濱松町客運總站發車，經東京站南、霞關、六本木、青山，往河邊站北口（準深夜急行巴士）
  - 市內巴士站＝同上

（■西東京巴士）

#### 福祉巴士
本市設有連結市內福祉相關設施、限定使用者的免費福祉巴士。由武州交通興業運行。

#### 觀光巴士
- 東都觀光巴士（日语：東都自動車交通）福生營業所

### 計程車
- 京王自動車（日语：京王自動車）福生營業所
- 大洋自動車交通福生營業所

### 道路
一般國道
- 國道16號（東京環狀）

主要地方道
- 東京都道7號杉並秋留野線（日语：東京都道7号杉並あきる野線）（五日市街道、睦橋通）
- 東京都道29號立川青梅線（日语：東京都道29号立川青梅線）（奧多摩街道（日语：奥多摩街道）、新奧多摩街道）

一般都道
- 東京都道164號拜島停車場線（日语：東京都道164号拝島停車場線）
- 東京都道165號伊奈福生線（日语：東京都道165号伊奈福生線）
- 東京都道166號瑞穗秋留野八王子線（日语：東京都道166号瑞穂あきる野八王子線）
- 東京都道220號昭島停車場熊川線（日语：東京都道220号昭島停車場熊川線）
- 東京都道249號福生青梅線（日语：東京都道249号福生青梅線）（產業道路）

## 出身人物
- 酒井真由 - 漫畫家
- 加藤英美里 - 聲優

## 備註
1. ↑  位置と地勢 的存檔，存档日期2016-03-04.
2. ↑  埼玉縣蕨市5.10平方公里。東京都狛江市6.39平方公里
3. ↑  データから見る福生 平成24年度版PDF
4. ↑  市の名前の由来 的存檔，存档日期2013-06-25.
5. ↑  面積は国勢調査　東京都区市町村町丁別報告　平成17年 （页面存档备份，存于）による。ただし、福生二宮と牛浜の面積が同じ0.23km²なのは明らかな誤りで、すべての町の面積に基地の面積を合計すると市の面積を超えてしまう。福生二宮の面積の桁を1桁間違えたとみるのが自然であり、そうすると市の合計面積に合致するので、福生二宮は0.02km²とした。
6. ↑   (PDF). 2014-01-25  [2014-01-26]. （原始内容 (PDF)存档于2014-02-02） （日语）.
7. ↑  多摩市立図書館 2(2)東京都26市図書館の比較表（『平成21年度東京都公立図書館調査』(東京都立図書館HP)）PDFによる

## 外部連結
- 福生市網站 （页面存档备份，存于）（日語）